# Turuçu
Turuçu es un municipio brasileño del estado de Rio Grande do Sul. Se localiza a una latitud 31º25'18" Sur y a una longitud 52º10'42" Oeste, estando a una altitud de 30 metros sobre el nivel del mar. Su población estimada en 2004 era de 3.889 habitantes.
Posee un área de 286,11 km².  Es un municipio que forma parte de la cuenca hidrográfica del río Camacuã.
- Datos: Q1749856
- Multimedia: Turuçu / Q1749856